# Llista de topònims de Sant Martí d'Albars
Llista de topònims (noms propis de lloc) del municipi de Sant Martí d'Albars, al Lluçanès.
Informació actualitzada per un bot. Els canvis manuals es perdran quan s'actualitzi!

## curs d'aigua
| imatge | Nom               | Ubicat a                               | instància de | Detalls                                | coordenades                                                                                              | Protecció | Commons (més fotos) | Dades a WD                    |
| ------ | ----------------- | -------------------------------------- | ------------ | -------------------------------------- | --- | --------- | ------------------- | ----------------------------- |
|        | Riera Gavarresa   | Osona Bages                            | curs d'aigua | Desemboca: Llobregat                   | 42° 07′ 18″ N, 2° 05′ 42″ E / 42.121789°N,2.094932°E 41° 46′ 57″ N, 1° 54′ 32″ E / 41.782522°N,1.90877°E |           | Riera Gavarresa     | Modifica les dades a Wikidata |
|        | riera de Lluçanès | Alpens Lluçà Sant Martí d'Albars Olost | curs d'aigua | Desemboca: Riera Gavarresa Llarg: 20km | 42° 08′ 29″ N, 2° 05′ 11″ E / 42.141357°N,2.086422°E 41° 58′ 35″ N, 2° 04′ 33″ E / 41.97641°N,2.075899°E |           | Riera de Lluçanès   | Modifica les dades a Wikidata |

## font
| imatge | Nom                    | Ubicat a            | instància de | Detalls | coordenades                                                         | Protecció | Commons (més fotos) | Dades a WD                    |
| ------ | ---------------------- | ------------------- | ------------ | ------- | ------------------------------------------------------------------- | --------- | ------------------- | ----------------------------- |
|        | font de les Escaredes  | Sant Martí d'Albars | font         |         | 42° 02′ 06″ N, 2° 03′ 41″ E / 42.03509049946°N,2.0613725485008°E    |           |                     | Modifica les dades a Wikidata |
|        | font de les Esqueredes | Sant Martí d'Albars | font         |         | 42° 02′ 37″ N, 2° 03′ 40″ E / 42.0437127687752°N,2.06111921099619°E |           |                     | Modifica les dades a Wikidata |

## masia
| imatge | Nom                        | Ubicat a            | instància de     | Detalls                                  | coordenades | Protecció                                            | Commons (més fotos) | Dades a WD                    |
| ------ | -------------------------- | ------------------- | ---------------- | ---------------------------------------- | --- | ---------------------------------------------------- | ------------------- | ----------------------------- |
|        | Cal Baciver                | Sant Martí d'Albars | masia            |                                          | 42° 01′ 43″ N, 2° 04′ 23″ E / 42.0286799916202°N,2.07319092804154°E                                             |                                                      |                     | Modifica les dades a Wikidata |
|        | Cal Benet                  | Sant Martí d'Albars | masia            |                                          | 42° 01′ 37″ N, 2° 04′ 10″ E / 42.0269381724905°N,2.06941113899843°E                                             |                                                      |                     | Modifica les dades a Wikidata |
|        | Cal Blanc                  | Sant Martí d'Albars | masia            | Estil: arquitectura popular 18th century | 42° 01′ 32″ N, 2° 04′ 21″ E / 42.02549°N,2.0726°E ca:Sector sud del terme municipal                             | bé integrant del patrimoni cultural català           |                     | Modifica les dades a Wikidata |
|        | Cal Dot                    | Sant Martí d'Albars | masia            |                                          | 42° 01′ 49″ N, 2° 03′ 56″ E / 42.0302833114485°N,2.06543625278555°E                                             |                                                      |                     | Modifica les dades a Wikidata |
|        | Cal Fadrí                  | Sant Martí d'Albars | masia            | 1800                                     | 42° 01′ 48″ N, 2° 03′ 57″ E / 42.0300244160763°N,2.06571789078361°E ca:Beulaigua. Sant Martí d'Albars           |                                                      |                     | Modifica les dades a Wikidata |
|        | Cal Fernando               | Sant Martí d'Albars | masia            |                                          | 42° 02′ 41″ N, 2° 04′ 11″ E / 42.0446557535593°N,2.0696359300316°E                                              |                                                      |                     | Modifica les dades a Wikidata |
|        | Cal Ferrer                 | Sant Martí d'Albars | masia            |                                          | 42° 02′ 39″ N, 2° 04′ 12″ E / 42.0442974957569°N,2.06988281604413°E                                             |                                                      |                     | Modifica les dades a Wikidata |
|        | Cal Lluís                  | Sant Martí d'Albars | masia            |                                          | 42° 01′ 50″ N, 2° 03′ 56″ E / 42.0306444133676°N,2.06553968608434°E                                             |                                                      |                     | Modifica les dades a Wikidata |
|        | Cal Martí                  | Sant Martí d'Albars | masia            |                                          | 42° 02′ 44″ N, 2° 04′ 18″ E / 42.0454553671447°N,2.07161798453066°E                                             |                                                      |                     | Modifica les dades a Wikidata |
|        | Cal Mercader               | Sant Martí d'Albars | masia            | 19th century                             | 42° 03′ 15″ N, 2° 03′ 54″ E / 42.0542907237878°N,2.06496350152355°E ca:Sector nord-oest del terme municipal     |                                                      |                     | Modifica les dades a Wikidata |
|        | Cal Met                    | Sant Martí d'Albars | masia            | Estil: arquitectura popular 19th century | 42° 03′ 24″ N, 2° 04′ 20″ E / 42.05674°N,2.07212°E ca:Sector nord del terme municipal                           | bé integrant del patrimoni cultural català           |                     | Modifica les dades a Wikidata |
|        | Cal Nofra                  | Sant Martí d'Albars | masia            | Estil: arquitectura popular              | 42° 02′ 42″ N, 2° 04′ 12″ E / 42.04513°N,2.069874°E                                                             | bé integrant del patrimoni cultural català           |                     | Modifica les dades a Wikidata |
|        | Cal Patxatxa               | Sant Martí d'Albars | masia            |                                          | 42° 01′ 51″ N, 2° 03′ 56″ E / 42.0309046853588°N,2.06542715004721°E                                             |                                                      |                     | Modifica les dades a Wikidata |
|        | Cal Pericó                 | Sant Martí d'Albars | masia            |                                          | 42° 02′ 37″ N, 2° 04′ 06″ E / 42.0437089007494°N,2.06838104778888°E                                             |                                                      |                     | Modifica les dades a Wikidata |
|        | Cal Petit                  | Sant Martí d'Albars | masia            | 18th century                             | 42° 01′ 42″ N, 2° 04′ 28″ E / 42.0284190884146°N,2.07434231190995°E ca:Nucli de Sant Martí. Sant Martí d'Albars |                                                      |                     | Modifica les dades a Wikidata |
|        | Cal Pusquies               | Sant Martí d'Albars | masia            | 20th century                             | 42° 03′ 09″ N, 2° 04′ 05″ E / 42.0525773543915°N,2.06802184580411°E ca:Sector nord del terme municipal          |                                                      |                     | Modifica les dades a Wikidata |
|        | Cal Putxó                  | Sant Martí d'Albars | masia            |                                          | 42° 02′ 43″ N, 2° 04′ 14″ E / 42.0452392459689°N,2.07050948413598°E                                             |                                                      |                     | Modifica les dades a Wikidata |
|        | Cal Sallent                | Sant Martí d'Albars | masia            |                                          | 42° 02′ 35″ N, 2° 04′ 10″ E / 42.0430154958802°N,2.06950278642899°E                                             |                                                      |                     | Modifica les dades a Wikidata |
|        | Cal Setrill                | Sant Martí d'Albars | masia            |                                          | 42° 02′ 39″ N, 2° 04′ 10″ E / 42.0442949495891°N,2.06956869671241°E                                             |                                                      |                     | Modifica les dades a Wikidata |
|        | Cal Solanic                | Sant Martí d'Albars | masia            |                                          | 42° 00′ 50″ N, 2° 03′ 45″ E / 42.0138405112059°N,2.06250072882045°E                                             |                                                      |                     | Modifica les dades a Wikidata |
|        | Cal Vilardell              | Sant Martí d'Albars | masia            | 18th century                             | 42° 01′ 40″ N, 2° 04′ 26″ E / 42.0277216741491°N,2.07385715828726°E ca:Nucli de Sant Martí. Sant Martí d'Albars |                                                      |                     | Modifica les dades a Wikidata |
|        | Cal Xalí                   | Sant Martí d'Albars | masia            |                                          | 42° 02′ 41″ N, 2° 04′ 20″ E / 42.044729934634°N,2.07212395063699°E                                              |                                                      |                     | Modifica les dades a Wikidata |
|        | Cal Xicó                   | Sant Martí d'Albars | masia            |                                          | 42° 02′ 38″ N, 2° 04′ 19″ E / 42.0438721733899°N,2.07185852642042°E                                             |                                                      |                     | Modifica les dades a Wikidata |
|        | Casa Nova del Puig         | Sant Martí d'Albars | masia            |                                          | 42° 01′ 07″ N, 2° 05′ 07″ E / 42.0187259095407°N,2.08530489065668°E                                             |                                                      |                     | Modifica les dades a Wikidata |
|        | Casa Nova del Turigues     | Sant Martí d'Albars | masia            |                                          | 42° 01′ 44″ N, 2° 04′ 21″ E / 42.0288188098882°N,2.07253659089998°E                                             |                                                      |                     | Modifica les dades a Wikidata |
|        | Cererols                   | Sant Martí d'Albars | masia            |                                          | 42° 01′ 56″ N, 2° 03′ 36″ E / 42.0322738476773°N,2.05993455222881°E                                             |                                                      |                     | Modifica les dades a Wikidata |
|        | Domus de Vilatammar        | Sant Martí d'Albars | masia casa forta | Estil: arquitectura popular              | 42° 01′ 19″ N, 2° 04′ 53″ E / 42.021832°N,2.081268°E                                                            | bé d'interès cultural bé cultural d'interès nacional | Domus de Vilatamar  | Modifica les dades a Wikidata |
|        | Fumanya                    | Sant Martí d'Albars | masia            | Estil: arquitectura popular              | 42° 01′ 40″ N, 2° 03′ 20″ E / 42.02778°N,2.05563°E ca:Sector sud-oest del terme municipal                       | bé integrant del patrimoni cultural català           |                     | Modifica les dades a Wikidata |
|        | Torrents                   | Sant Martí d'Albars | masia            | 17th century                             | 42° 03′ 17″ N, 2° 04′ 06″ E / 42.054767822577°N,2.06825568757826°E ca:Sector nord del terme municipal           |                                                      |                     | Modifica les dades a Wikidata |
|        | el Prat                    | Sant Martí d'Albars | masia            |                                          | 42° 01′ 25″ N, 2° 04′ 36″ E / 42.0237104875556°N,2.07680226947351°E ca:Sector sud del terme municipal           |                                                      |                     | Modifica les dades a Wikidata |
|        | l'Almató                   | Sant Martí d'Albars | masia            | Estil: arquitectura popular 18th century | 42° 03′ 17″ N, 2° 04′ 29″ E / 42.05483°N,2.07464°E ca:Sector nord del terme municipal                           | bé integrant del patrimoni cultural català           |                     | Modifica les dades a Wikidata |
|        | la Casa Nova de Vilatammar | Sant Martí d'Albars | masia            |                                          | 42° 00′ 56″ N, 2° 04′ 41″ E / 42.0154895855393°N,2.07817724014043°E                                             |                                                      |                     | Modifica les dades a Wikidata |
|        | la Casa Nova del Puig      | Sant Martí d'Albars | masia            |                                          | 42° 01′ 09″ N, 2° 05′ 01″ E / 42.0192523664628°N,2.08355808421154°E                                             |                                                      |                     | Modifica les dades a Wikidata |
|        | la Casanova                | Sant Martí d'Albars | masia            |                                          | 42° 03′ 31″ N, 2° 04′ 18″ E / 42.0585869036185°N,2.07163218149049°E                                             |                                                      |                     | Modifica les dades a Wikidata |
|        | la Caseta                  | Sant Martí d'Albars | masia            | 17th century                             | 42° 02′ 23″ N, 2° 04′ 06″ E / 42.039827373339°N,2.0684135866456°E ca:Sector central del terme municipal         |                                                      |                     | Modifica les dades a Wikidata |
|        | la Coromina                | Sant Martí d'Albars | masia            | 17th century                             | 42° 01′ 14″ N, 2° 03′ 11″ E / 42.020612544864°N,2.0531306872972°E ca:Sector sud-oest del terme municipal        |                                                      |                     | Modifica les dades a Wikidata |
|        | la Rectoria                | Sant Martí d'Albars | masia            |                                          | 42° 01′ 41″ N, 2° 04′ 27″ E / 42.0281120265021°N,2.07423804800966°E                                             |                                                      |                     | Modifica les dades a Wikidata |
|        | la Serra                   | Sant Martí d'Albars | masia            |                                          | 42° 02′ 42″ N, 2° 04′ 05″ E / 42.0450308316161°N,2.06813215536603°E                                             |                                                      |                     | Modifica les dades a Wikidata |
|        | la Torre del Baró          | Sant Martí d'Albars | masia            | Estil: arquitectura popular 20th century | 42° 01′ 38″ N, 2° 04′ 23″ E / 42.02732°N,2.07311°E ca:Nucli de Sant Martí. Sant Martí d'Albars                  | bé integrant del patrimoni cultural català           |                     | Modifica les dades a Wikidata |
|        | les Vinyes                 | Sant Martí d'Albars | masia            | Estil: arquitectura popular 18th century | 42° 03′ 29″ N, 2° 03′ 54″ E / 42.057996°N,2.064985°E ca:Sector nord-oest del terme municipal                    | bé integrant del patrimoni cultural català           |                     | Modifica les dades a Wikidata |

## molí d'aigua
| imatge | Nom                | Ubicat a            | instància de | Detalls                                   | coordenades                                                                                    | Protecció                                  | Commons (més fotos) | Dades a WD                    |
| ------ | ------------------ | ------------------- | ------------ | ----------------------------------------- | ---------------------------------------------------------------------------------------------- | ------------------------------------------ | ------------------- | ----------------------------- |
|        | El Molinot         | Sant Martí d'Albars | molí d'aigua | Estil: arquitectura popular 17th century  | 42° 02′ 13″ N, 2° 04′ 54″ E / 42.036859°N,2.08175°E ca:Sector est del terme municipal 600 msnm | bé integrant del patrimoni cultural català |                     | Modifica les dades a Wikidata |
|        | El Molinot de Baix | Sant Martí d'Albars | molí d'aigua | Estil: arquitectura popular Estat: ruïnós | 42° 02′ 09″ N, 2° 04′ 48″ E / 42.0359492328076°N,2.08003209337003°E                            | bé integrant del patrimoni cultural català |                     | Modifica les dades a Wikidata |
|        | Molí de Fumanya    | Sant Martí d'Albars | molí d'aigua | Estil: arquitectura popular 19th century  | 42° 01′ 32″ N, 2° 03′ 10″ E / 42.02551°N,2.05264°E ca:Sector sud-oest del terme municipal      | bé integrant del patrimoni cultural català |                     | Modifica les dades a Wikidata |
|        | Molí del Pont      | Sant Martí d'Albars | molí d'aigua | Estil: arquitectura popular               | 42° 01′ 37″ N, 2° 04′ 35″ E / 42.027048°N,2.076367°E ca:Sector central del terme municipal     | bé integrant del patrimoni cultural català |                     | Modifica les dades a Wikidata |

## pont
| imatge | Nom                          | Ubicat a            | instància de | Detalls                                                                                       | coordenades                                                                               | Protecció                                  | Commons (més fotos)                 | Dades a WD                    |
| ------ | ---------------------------- | ------------------- | ------------ | --------------------------------------------------------------------------------------------- | ----------------------------------------------------------------------------------------- | ------------------------------------------ | ----------------------------------- | ----------------------------- |
|        | Pont de la Gavarresa         | Sant Martí d'Albars | pont         | Travessa: Riera Gavarresa                                                                     | 42° 00′ 48″ N, 2° 04′ 09″ E / 42.0134180611951°N,2.06924595064081°E                       |                                            |                                     | Modifica les dades a Wikidata |
|        | Pont de les goles de Fumanya | Sant Martí d'Albars | pont         | 19th century Estat: bon estat                                                                 | 42° 01′ 48″ N, 2° 03′ 15″ E / 42.02987°N,2.05411°E ca:Sector sud-oest del terme municipal |                                            |                                     | Modifica les dades a Wikidata |
|        | Pont del Molí                | Sant Martí d'Albars | pont         | Estil: arquitectura popular Travessa: Riera Gavarresa Estat: bon estat Llarg: 25m Ample: 1.8m | 42° 01′ 37″ N, 2° 04′ 33″ E / 42.02695°N,2.075926°E ca:Sector est del terme municipal     | bé integrant del patrimoni cultural català | Pont del Molí (Sant Martí d'Albars) | Modifica les dades a Wikidata |

## serra
| imatge | Nom                 | Ubicat a                                    | instància de | Detalls | coordenades                                                     | Protecció | Commons (més fotos) | Dades a WD                    |
| ------ | ------------------- | ------------------------------------------- | ------------ | ------- | --------------------------------------------------------------- | --------- | ------------------- | ----------------------------- |
|        | Serrat dels Garrics | Lluçà Prats de Lluçanès Sant Martí d'Albars | serra        |         | 42° 01′ 16″ N, 2° 02′ 38″ E / 42.021°N,2.04398°E 711 711.3 msnm |           |                     | Modifica les dades a Wikidata |
|        | serrat de Vila      | Lluçà Sant Martí d'Albars                   | serra        |         | 42° 03′ 33″ N, 2° 04′ 17″ E / 42.0593°N,2.07149°E 762 msnm      |           |                     | Modifica les dades a Wikidata |

## Misc
| imatge | Nom                                      | Ubicat a            | instància de                                                                   | Detalls                     | coordenades                                                                                             | Protecció                                  | Commons (més fotos)             | Dades a WD                    |
| ------ | ---------------------------------------- | ------------------- | ------------------------------------------------------------------------------ | --------------------------- | --- | ------------------------------------------ | ------------------------------- | ----------------------------- |
|        | Beulaigua                                | Sant Martí d'Albars | nucli de població                                                              |                             | 42° 01′ 53″ N, 2° 03′ 52″ E / 42.03137°N,2.06457°E                                                      |                                            |                                 | Modifica les dades a Wikidata |
|        | Granja d'en Manel Bisbe                  | Sant Martí d'Albars | granja                                                                         |                             | 42° 01′ 36″ N, 2° 04′ 14″ E / 42.0265689482763°N,2.07052784577768°E                                     |                                            |                                 | Modifica les dades a Wikidata |
|        | Sant Martí d'Albars                      | Sant Martí d'Albars | entitat singular de població capital municipal ens local històric de Catalunya | 18th century 140 hab        | 42° 01′ 41″ N, 2° 04′ 27″ E / 42.02792876°N,2.07417404°E ca:Sector central del terme municipal 632 msnm |                                            |                                 | Modifica les dades a Wikidata |
|        | Serrat Rodó                              | Sant Martí d'Albars | muntanya                                                                       |                             | 42° 01′ 15″ N, 2° 04′ 19″ E / 42.02072222°N,2.07190278°E                                                |                                            |                                 | Modifica les dades a Wikidata |
|        | antiga Casa del Comú                     | Sant Martí d'Albars | edifici                                                                        | Estil: arquitectura popular | 42° 02′ 41″ N, 2° 04′ 15″ E / 42.044749°N,2.070726°E                                                    | bé integrant del patrimoni cultural català |                                 | Modifica les dades a Wikidata |
|        | casa consistorial de Sant Martí d'Albars | Sant Martí d'Albars | casa consistorial                                                              |                             | 42° 02′ 41″ N, 2° 04′ 14″ E / 42.0448198°N,2.070692°E                                                   |                                            |                                 | Modifica les dades a Wikidata |
|        | creu de la Pau de Constantí              | Sant Martí d'Albars | creu de terme                                                                  |                             | 42° 02′ 12″ N, 2° 04′ 21″ E / 42.0365706303519°N,2.0724294386575584°E                                   |                                            |                                 | Modifica les dades a Wikidata |
|        | església parroquial de Sant Martí        | Sant Martí d'Albars | església                                                                       | Estil: arquitectura barroca | 42° 01′ 41″ N, 2° 04′ 26″ E / 42.02792°N,2.07399°E                                                      | bé integrant del patrimoni cultural català | Església de Sant Martí d'Albars | Modifica les dades a Wikidata |
|        | la Blava                                 | Sant Martí d'Albars | disseminat                                                                     |                             | 42° 02′ 42″ N, 2° 04′ 20″ E / 42.045084766676°N,2.0721001164821°E                                       |                                            |                                 | Modifica les dades a Wikidata |
|        | la Pedra Dreta                           | Sant Martí d'Albars | menhir                                                                         |                             | 42° 01′ 13″ N, 2° 03′ 30″ E / 42.0203985743871°N,2.05826150158515°E 631 msnm                            |                                            |                                 | Modifica les dades a Wikidata |